# Amantis longipennis
Amantis longipennis är en bönsyrseart som beskrevs av Max Beier 1930. Amantis longipennis ingår i släktet Amantis och familjen Mantidae. Inga underarter finns listade i Catalogue of Life.